# Салон одбијених
Салон одбијених (фр. Salon des Refusés), изложба умјетности одржана 1863. године у Паризу по наредби Наполеона III за оне умјетнике чије је радове жири званичног Салона одбио. Међу умјетницима који су излагали на Салону одбијених били су Пол Сезан, Камиј Писаро, Арман Гијомен, Јохан Јонкинд, Анри Фантен-Латур, Џејмс Вислер и Едуар Мане, који је изложио своју славну слику Доручак на трави, коју су конзеревативци сматрали скандалозном и неукусном, а импресионисти узором за модерног сликара.